# Morrigan (Band)
Morrigan ist eine deutsche Metal-Band aus Großbettlingen, die sich musikalisch an Black-, Thrash- und Pagan-/Viking Metal orientiert. Sie ging aus der 1997 aufgelösten Vorgängerband Mayhemic Truth hervor.

## Bandgeschichte
2000 entschlossen sich Balor und Beliar, wieder gemeinsam zu musizieren, und gründeten Morrigan. Den Bandnamen entlehnten sie aus einem früheren Liedtitel von Mayhemic Truth. Ihre erste CD erschien im Mai 2001 auf dem Label Barbarian Wrath. Im gleichen Jahr wurden sie Headliner auf dem Under the Black Sun-Festival und beteiligten sich am Drakkar Hellfest mit unter anderem Merrimack, Mütiilation, Unpure und Watain.
Im April 2002 erschien ihr zweites Album Enter the Sea of Flames, Ende 2002 stieg Baldur als zweiter Gitarrist ein. Im Mai 2003 schied die Band aus dem Plattenvertrag mit Barbarian Wrath aus und Beliar und Balor gründeten ihr eigenes Label Horns of Cernunos Productions. Am 15. September 2003 stieg Baldur wieder aus, Beliar und Balor führten die Gruppe in Zweierbesetzung weiter. Das Album Celts erschien Ende des Jahres 2003 auf Horns of Cernunos Productions. 2004 erschien eine Split-7’’ mit Nocternity. Ein Jahr später folgte das Album Headcult und 2006 das Album Welcome to Samhain über Undercover Records. 2007 erschienen eine Split-LP mit der japanischen Band Abigail und das bis dato letzte Album The Damned.
Am 6. November 2010 verkündete Balor seinen Ausstieg wegen persönlicher Differenzen zwischen ihm und Beliar; das geplante Album Werwolfs, Witches and Demons werde nicht erscheinen. Er wisse nicht, ob Beliar Morrigan weiterführen werde oder nicht, es interessiere ihn aber auch nicht. Am 11. September 2012 kündigte Balor an, dass er und Beliar ihre persönlichen Probleme geklärt und Morrigan im August reformiert hätten. Er kündigte ein Album an, das im Frühling 2013 über Undercover Records erscheinen solle.
2013 verkündete Balor via Facebook erneut das Ende der Band:

„This was the 3rd and last attempt to go on with Beliar. It was not an easy decision but necessary.“

2014 erschien eine Split-Veröffentlichung mit Blizzard bei Evil Spell Records, 2022 das Album Anwynn bei Werewolf Records.

## Musikstil und Ideologie
Wie bereits bei Mayhemic Truth ist der Musikstil von Morrigan stark an die Band Bathory angelehnt. Sowohl bei den schnelleren, als auch bei den episch-langen Stücken der Gruppe sind die Parallelen unüberhörbar vorhanden. Textlich orientiert man sich an keltisch-heidnischen Themen, so dass die Gruppe gelegentlich auch zum Pagan Metal oder Viking Metal gezählt wird; für Fenriz von Darkthrone klingt ihr Album Headcult, „als hätte es zwischen “Hammerheart” und “Twilight of the Gods” erscheinen können.“ Er bezeichnete es als das neben diesen Alben einzige „Viking Metal-Album […], das wertvoll ist“.
Obwohl die Gruppe eine eher unpolitische Einstellung zu verkörpern versucht, wird der Band eine relative Nähe zum NSBM nachgesagt, insbesondere da die Musiker mit der rechtsextremen Gruppe Absurd befreundet sind und deren politischen Kontext zu verharmlosen suchen. So musste das Heidenlärm 2005, das als Release-Party des Absurd-Albums Blutgericht geplant war, abgesagt werden, weil die Polizei eine Massenschlägerei zwischen Hammerskins und Vertretern der Blood-and-Honour-Fraktion wie kurz zuvor bei einem Absurd-Konzert im schweizerischen Glarus befürchtete. Ebenso wurde ein gemeinsames Konzert mit unter anderem Dies Ater, Totenburg, The True Frost und Magog abgesagt. Der Hessische Landtag führte sie 2006 in einer Antwort der Landesregierung auf eine Große Anfrage als eine der rechtsextremen Gruppen, die in den „letzten zehn Jahren in Hessen aktiv“ gewesen sei.
Morrigans Bedeutung innerhalb der deutschen Black-Metal-Szene dagegen ist unbestritten. Das Rock Hard bewertete die Gruppe als eine der wichtigsten Bands der Szene und nahm insgesamt die Alben Headcult und Welcome to Samhain in die Liste der „250 Black-Metal-Alben, die man kennen sollte“ auf.

## Diskografie
- 2001: Plague, Waste and Death (CD/LP)
- 2002: Enter the Sea of Flames (CD/LP)
- 2003: Celts (CD/DLP)
- 2004: A Celtic / Hellenic Alliance (Split-7’’ mit Nocternity)
- 2005: Headcult (CD/DLP)
- 2006: Welcome to Samhain (CD/LP)
- 2007: The Damned (CD/LP)
- 2007: A Celtic / Japanese Alliance (Split-10’’ mit Abigail)
- 2013: Diananns Whisper (CD/LP)
- 2014: Morrigan / Blizzard (Split mit Blizzard)
- 2022: Anwynn (CD)